# Fronteira Áustria–Chéquia
A fronteira entre a Áustria a República Checa é a linha de 362 km de extensão, sentido oeste-leste, que separa o norte do leste da Áustria (Alta Áustria e Baixa Áustria) do sul da República Checa (Morávia). Se estende do oeste, tríplice fronteira Áustria-República Checa-Alemanha (Baviera), passagem do rio Inn, até o leste, na tríplice fronteira dos dois países com a Eslováquia, passagem do rio Morava.
A história dessa fronteira começa no final da Primeira Grande Guerra (1918), quando passou a existir a Tchecoslováquia, união das hoje Eslováquia e República Checa), até então partes pertencentes ao Império Austro-Húngaro, portanto à Áustria. Entre 1938 e 1939 (início da Segunda Grande Guerra) a República Checa e a Áustria passaram ao domínio nazista. A Eslováquia se tornou aliada da Alemanha Nazi de Adolf Hitler. 
Assim permaneceu a região até o final da guerra, quando voltou a existir a Tchecoslováquia, completamente separada da Áustria. Era um país então socialista, um "satélite" da União Soviética. Com o fim da União Soviética e o fim dos regimes comunistas no início da década de 1990, preparou-se a separação da República Checa da Eslováquia, com a chamada Revolução de Veludo, que ocorreu de forma pacífica em 1993.